# سفارة اليونان في ألمانيا
سفارة اليونان في ألمانيا هي أرفع تمثيل دبلوماسي لدولة اليونان لدى ألمانيا. تقع السفارة في وهي تهدف لتعزيز المصالح اليونانية في ألمانيا.

## وصلات خارجية
- الموقع الرسمي
- قائمة سفارات اليونان
- قائمة السفارات في ألمانيا